# 花式
花式（かしき、floral formula）とは、花の構造を分子式のような表現で表す方法である。
属レベルでの特徴や形質の違いなどを理解できる。

## 表記法
花の構成要素を次の記号で表す。
- K

がく片(独kelch）
- C

花びら（花弁の集まり、英corolla）
- A

雄しべ（群）(英androeceum）
- G

心皮（子房の中の部屋）(英gynaceum）
- P

花被片（英perianth）
それぞれの構成要素の個数は記号の右下の添え字で書き、このとき融合しているものは「(個数)」と書く。例えば、5枚のがく片があり根元で１つになっていれば{\displaystyle K_{(5)}}と書く。また、構造的に外側m個、内側n個という場合は「m+n」と書く。
子房の位置はGに線をつけて、子房上位を{\displaystyle {\underline {G}}}、子房下位を{\displaystyle {\overline {G}}}と書く。またGと個数に線を引く流儀、個数に線を引く流儀もある。なお、ここでいう「上」「下」は、根から遠い方が「上」で、近い方が「下」である。このため花が上向きに咲こうが、下向きに咲こうが「上」「下」の取り方は変わらない。
それぞれの記号の順番は花の外から書くので、KCAGやPAGという順になる。
また、以下のような表記もする。
花が放射相称の場合に用いる。
花が左右相称の場合。
☆や↓の記号は花式の先頭に記す。

## 例
- ツツジ{\displaystyle K_{(5)}C_{(5)}A_{5+5}{\underline {G}}_{(5)}}

がく片は5枚で融合、花弁は5枚で融合、オシベは外側5本に内側5本、メシベが5本の心皮が融合して1本に見える。メシベは、わかりにくいが柱頭 （メシベの先）をルーペなどで見ると丸みのある五芒星のように見えることから、5本の心皮が融合していることがうかがえる。子房は子房上位である。
- チューリップ{\displaystyle P_{3+3}A_{3+3}{\underline {G}}_{(3)}}

6枚の「花びら」があるが、下部をよく見ると外側3枚、内側3枚で構成されていることがわかる。外側ががく片に相当（外花被片）し、内側が花弁に相当（内花被片）するが、見かけが同じようなものであるので、まとめて花被片Pで表す。{\displaystyle P_{3+3}}は外花被片3枚、内花被片3枚を表している。A、Gについてはツツジと同様に考えるとよい。

## 花式図

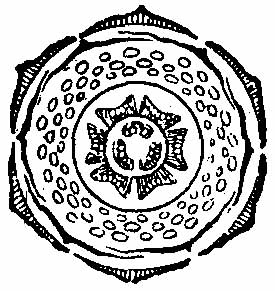
ザクロの花式図（ブリタニカ百科事典 第11版22巻46頁より）

花の花びらや雄しべなどの配置を表した模式図を、花式図（英：floral diagram）という。考案者はグリーゼバッハ（1854年）ともアイヒラー（1875年）とも言われるが、米国の植物学者Stevens（1994年448頁目）によれば、1837年のロンドン・リンネ協会誌（Bentham、1837年、表17）が初出とされる。アイヒラー（Eichler）は花式図の利用を広めたパイオニアとして知られる。